# Mnogonovokrilaši
Mnogonovokrilaši (Polyneoptera), kohorta kukaca novokrilaša (neoptera) i podrazreda Pterygota. Sastoji se od više redova.

## Sistematika: Nadredovi i redovi
- Dermapterida
  - †Protelytroptera
- Dictyoptera
  - Blattodea
  - Mantodea
- Orthopterida
  - †Caloneurodea
  - †Geraroptera
  - Orthoptera
  - †Cacurgidae Handlirsch, 1911
  - †Chresmodidae Haase, 1890
  - †Permostridulidae Béthoux, Nel, Lapeyrie & Gand, 2003
  - †Protophasmatidae Brongniart, 1885
  - †Chenxiella Liu, Ren & Prokop, 2009
  - †Lobeatta Béthoux, 2005
  - †Nectoptilus Béthoux, 2005
  - †Sinopteron Prokop & Ren, 2007
- †Perlidea
  - †Cnemidolestida
- Dermaptera - Uholaže
- Embioptera
- †Eoblattida
  - †Eoblattidae Handlirsch, 1906
  - †Soyanopteridae
- Grylloblattodea
- Mantophasmatodea
- Phasmida
- Plecoptera
- †Protorthoptera
  - †Adeloneuridae Carpenter, 1938
  - † Anthracoptilidae Handlirsch, 1922
  - † Anthracothremmidae Handlirsch, 1906
  - † Apithanidae Handlirsch, 1911
  - † Asyncritidae Handlirsch, 1911
  - † Blattinopsidae Bolton, 1925
  - † Cheliphlebidae Handlirsch, 1911
  - † Cymbopsidae Kukalova, 1965
  - † Epimastacidae
  - † Eucaenidae Handlirsch, 1906
  - † Hadentomidae Handlirsch, 1906
  - † Hapalopteridae Handlirsch, 1906
  - † Heteroptilidae Carpenter, 1977
  - † Homalophlebiidae Handlirsch, 1906
  - †Homoeodictyidae
  - †Pachytylopsidae
  - †Stenoneuridae
  - †Stereopteridae Carpenter, 1950
  - †Strephocladidae Martynov, 1938
  - †Stygnidae Handlirsch, 1906
  - †Thoronysididae
  - †nepoznato
    - † Acridites Germar, 1842
    - † Adiphlebia Scudder, 1885
    - † Agogoblattina Handlirsch, 1906
    - † Anthrakoris Richardson, 1956
    - † Archaeologus Handlirsch, 1906
    - † Archimastax Handlirsch, 1906
    - † Atava Sellards, 1909
    - † Axiologus Handlirsch, 1906
    - † Chrestotes Scudder, 1868
    - † Commentrya Lameere, 1917
    - † Didymophleps Scudder, 1885
    - † Endoiasmus Handlirsch, 1906
    - † Geraroides Handlirsch, 1906
    - † Gyrophlebia Handlirsch, 1906
    - † Hemerista Dana, 1864
    - † Lecopterum Sellards, 1909
    - † Megalometer Handlirsch, 1906
    - † Metacheliphlebia Handlirsch, 1906
    - † Miamia Dana, 1864
    - † Polyetes Handlirsch, 1906
    - † Pruvostia Bolton, 1921
    - † Pseudogerarus Handlirsch, 1906
    - † Pseudopolyernus Handlirsch, 1906
    - † Ptenodera Bolton, 1922
    - † Schuchertiella Handlirsch, 1911
- Zoraptera